# Gerrit Komrij
Gerrit Jan Komrij (30. března 1944 Winterswijk – 5. července 2012 Amsterdam) byl nizozemský spisovatel, publicista a překladatel. 
Studoval nederlandistiku na Amsterdamské univerzitě a přispíval do studentských časopisů, školu však nedokončil a pohyboval se v undergroundovém prostředí. Zaměstnání nalezl jako redaktor nakladatelství De Arbeiderspers a literárního časopisu Maatstaf. Svoji první básnickou sbírku Maagdenburgse halve bollen en andere gedichten vydal v roce 1968. Komritova poezie se inspiruje tvorbou dekadentů, je psána pravidelnou formou a vyznačuje se hravostí a ironií. Jako spisovatel se programově vymezoval vůči avantgardě a angažovanému umění. Ohlas vyvolala také jeho autobiograficky laděná próza Verwoest Arcadië.
Komrij získal věhlas jako přísný literární kritik a aktér mnoha veřejných polemik o kultuře. V roce 1979 vydal knihu De Nederlandse poëzie van de 19de en 20ste eeuw in 1000 en enige gedichten, v níž radikálně redefinoval nizozemský literární kánon. Sestavil také antologii poezie v afrikánštině a antologii dětských básní. 
Přeložil do nizozemštiny hry Williama Shakespeara. Psal operní libreta a texty pro Boudewijna de Groota i pro pěvecký sbor Camerata Trajectina. Populární byla jeho pravidelná rubrika o televizních pořadech v deníku NRC Handelsblad, vyznačující se břitkou ironií. Byl také proslulým sběratelem literárních kuriozit. V roce 1993 mu byla udělena literární cena P.C. Hooft-prijs. V letech 2000 až 2004 byl nositelem čestného titulu Dichter des Vaderlands (Básník vlasti).
Byl homosexuál, se svým partnerem Charlesem Hofmanem žil od roku 1984 v Portugalsku.